# Eyralpenus postflavida
Eyralpenus postflavida är en fjärilsart som beskrevs av Rothschild 1933. Eyralpenus postflavida ingår i släktet Eyralpenus och familjen björnspinnare. Inga underarter finns listade i Catalogue of Life.